# Le Crime farpait
Pour plus de détails, voir Fiche technique et Distribution.
Le Crime farpait (Crimen ferpecto) est une comédie espagnole de Álex de la Iglesia, sortie en 2004.
L'inversion des lettres dans l'adjectif du titre est volontaire. On comprend la raison en suivant l'évolution de l'histoire au cours du film.

## Synopsis
Rafael est un très bon vendeur (lors d'un simple exercice de simulation en cours de marketing il avait même réussi à vendre réellement à son professeur une paire de baskets de démonstration, alors que celui-ci haïssait les chaussures de sport). En quelques années il est donc devenu l'un des vendeurs les plus cotés du grand magasin Yeyo's (équivalent imaginaire à Madrid d'une enseigne Printemps ou Galeries Lafayette). Il est aussi un séducteur irrésistible et toutes les vendeuses de l'étage prêt-à-porter du grand magasin sont devenues son harem. Mais Rafael vise aussi un but dans la vie : grimper les étages de la hiérarchie et accéder au comité d'administration du grand magasin. Pour commencer, il ne peut résolument pas se contenter de rester le chef du rayon prêt-à-porter femmes, il veut devenir dès la prochaine promotion le chef d'exploitation de l'immense étage prêt-à-porter. Cependant, Rafael a un rival coriace en la personne de don Antonio Fraguas, le chef du rayon prêt-à-porter hommes, qui brigue le même poste prestigieux et qui est lui aussi un vendeur exceptionnel. Malheureusement pour Rafael, c'est don Antonio qui obtient la promotion, et devient ainsi le supérieur hiérarchique de Rafael.
Le soir même, à l'heure de la sortie du personnel, dans les cabines d'essayage de l'étage don Antonio humilie Rafael en le chargeant pour le lendemain d'effectuer des tâches de manutention incombant normalement au personnel. La mort dans l'âme, Rafael s'exécute toute la journée. Mais le lendemain soir, à nouveau lors d'une discussion dans une des mêmes cabines d'essayage de l'étage, don Antonio, voulant faire payer à Rafael ses extravagances passées et actuelles, lui annonce qu'il est renvoyé. Désemparé, Rafael s'énerve mais sans violence. Don Antonio, lui, devient abject et en proie à un accès de haine, ils en viennent rapidement aux mains. La rixe devient extrêmement violente, et dans un accès de folie, don Antonio tente de tuer Rafael. Profondément blessé à la gorge, celui-ci se défend et tue accidentellement don Antonio. Mais une vendeuse du rayon parfumerie, prénommée Lourdes, au physique peu attirant, est témoin de la scène. Or Lourdes, en raison de son physique très ingrat, n'a jamais couché avec Rafael et elle en est profondément frustrée et rancunière. Elle fait alors subir à Rafael un harcèlement moral l'entrainant peu à peu dans un cauchemar.
Rafael organise alors sa disparition pour échapper à l'emprise de Lourdes, en faisant croire qu'il meurt. Il ouvre un petit magasin de vente de cravates sous une nouvelle identité. Lourdes devient la nouvelle papesse de la mode au Yeyo's.

## Fiche technique
- Titre original : Crimen ferpecto
- Titre français : Le Crime farpait
- Réalisation : Álex de la Iglesia
- Scénario : Álex de la Iglesia et Jorge Guerricaechevarría
- Décors : José Luis Arrizabalaga et Arturo Garcia Otaduy
- Photographie : Jose L. Moreno
- Montage : Alejandro Lazaro
- Musique : Roque Baños
- Production : Álex de la Iglesia, Roberto Di Girolamo, Gustavo Ferrada, Juanma Pagazaurtundua ; Juanma Pagazaurtundua (exécutif) ; Josu Bilbao, Franck Ribière, Vérane Frédiani (associés)
- Sociétés de production : Panico Films, Sogecine, La Fabrique de films
- Budget : 3 750 000€
- Pays de production :  Espagne
- Format : couleur - 2,35:1 - Dolby - 35mm
- Genre : comédie noire
- Durée : 105 minutes
- Dates de sortie :
  - Espagne : 22 octobre 2004
  - France : 11 mai 2005

## Distribution
- Guillermo Toledo (VF: Julien Kramer) : Rafael González
- Mónica Cervera (VF: Virginie Méry) : Lourdes (prononcer Lourdès)
- Luis Varela (VF: Bernard-Pierre Donnadieu) : don Antonio Fraguas
- Enrique Villén (VF: Patrice Melennec) : le commissaire Campoy
- Fernando Tejero (VF: Vincent Ropion) : Alonso
- Javier Gutiérrez : Jaime
- Kira Miró : Roxanne
- Rosario Pardo : une femme égarée
- Gracia Olayo : Concha
- José Alias : Matías
- Penélope Velasco : Susana
- Montserrat Mostaza : Helena
- Eduardo Gómez : le chauffeur de taxi
- Enrique Martinez : Pepón
- Alicia Andújar : Desiree
- Javier Jurdao : un passant
- Manuel Tallafé : un autre passant
- Isidro Montalvo (VF: Bruno Choël) : le professeur de marketing
- Paco Churruca : le présentateur télé
- Javier Aranda : le policier en chemise
- Juan Viadas : Julián
- Carolo Ruiz : le vendeur de voitures
- Héctor Gómez : un vendeur du rayon prêt-à-porter femmes
- Sacris : Rodolfo
- Marta Bódalo : la vendeuse du rayon agence de voyages
- Carmen Ruiz : la vendeuse du rayon vidéos
- María Alfonsa Rosso : la cliente voleuse
- Luis Bellido : don Emilio
- Fernando Moraleda : Barragán
- Isabel Osca : Doña Asunción
- Juan Duque : un policier
- Isa Romero : Karmele
- Alicia Álvarez : Sonia
- Ines Maria Guzman : la femme en colère
- Helena Carrión : la vendeuse du rayon parfumerie

## Distinctions
- 2005 : grand prix et prix « Première » du festival du film policier de Cognac